# Aerace

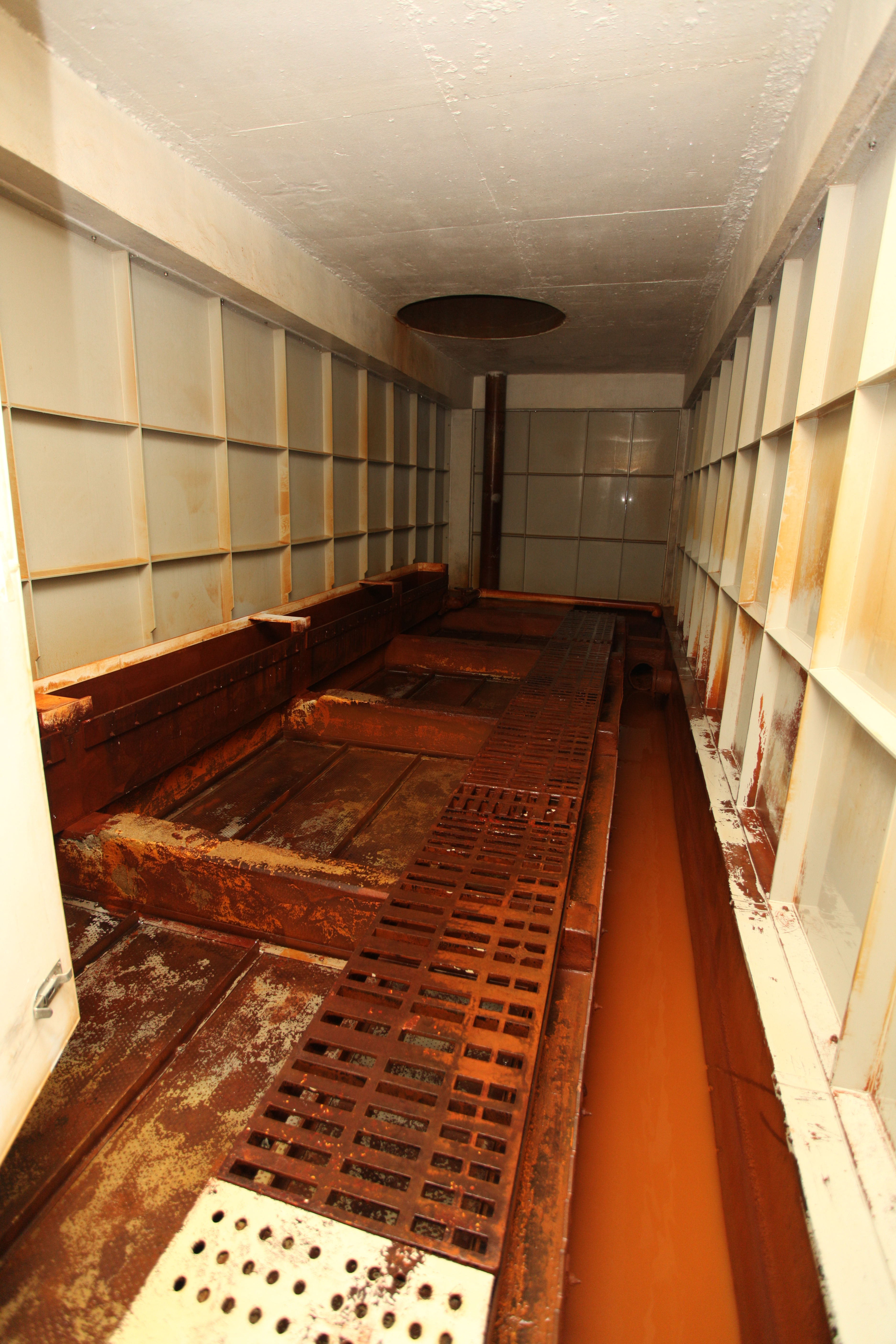
Aerační místnost odželezovny vod v Káraném

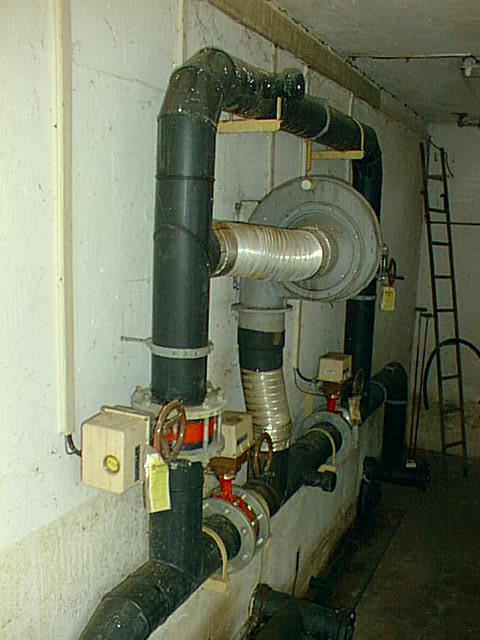
Vzduchotechnika na kompostárně v Otrokovicích

Aerace (provzdušňování) je termín označující proces nuceného vnášení vzduchu do zpravidla bezkyslíkatých nebo méně okysličených vrstev materiálu. Obvykle jde o nucený proces prováděný strojně, jehož smyslem je změnit nežádoucí anaerobní podmínky na aerobní.
Časté oblasti využití:
- provzdušňování vody v přehradních nádržích, chovných nádržích a egalizačních nádržích
- okysličování pitné vody ve vodárnách
- okysličování odpadních kalů v čistírnách odpadních vod (ČOV)
- provdušňování trávníků v zahradnictví
- provzdušňování kompostu v kompostárnách

## Provzdušňování vody v přehradních nádržích
Tzv. aerační věže umísťované v přehradních nádržích jsou někdy také rozdělovány na mísící (čerpadlové) a věže s aerátorem. Mísící věže slouží k promíchávání vodního sloupce jezera, kdy je mísena voda z horní vrstvy nádrže a spodní vrstvy nade dnem. Očekávaným výsledkem je zrychlení odbourávání látek rozpuštěných ve vodě (znečištění dusíkem ze splavených polí a z kanalizací). Aerační věže s aerátorem slouží k prokysličení vodního sloupce: vzduch přiváděný k aerátoru umístěnému nade dnem je míchán s vodou a tato směs je tryskami rozmetána do okolního prostředí. Aerační věže jsou používány např. při snížení znečištění Brněnské přehrady.

## Provzdušňování pitné vody
Provzdušňování je prováděno pro odstranění páchnoucích složek pitné vody (například amoniaku NH3 a sirovodíku H2S). Při aeraci dochází také k oxidaci železnatých kationtů Fe2+ na železité kationty Fe3+. Následně jsou oxidací železité příměsi vysráženy a odfiltrovány.

## Provzdušňování kalů v ČOV
Smyslem je provzdušňování a míchání vody v aktivačních nádržích ČOV. Z provzdušněného kalu jsou po oxidaci rychleji odbourávány některé složky.

## Provdušňování trávníků
Provdušňování trávníků (také aerace nebo aerofikace) se provádí pomocí tzv. aerofikátorů. Cílem je zlepšení stavu trávníků; často je nahrazováno prořezáváním trávníku, protože nevýhodou aerace jsou zbytky půdy na povrchu trávníku po aeraci.

## Provzdušňování kompostu
U kompostování malého množství materiálů (domácí a komunitní kompostování) je aerace zajištěna převážně přirozenými procesy, jakými jsou difuze a konvekce. Zvýšení efektu těchto přirozených jevů je možno realizovat manuálním i mechanizovaným překopáváním. Materiál se tím jednorázově provzdušní a načechrá, čímž se zvýší a urychlí přirozená výměna vzduchu.
U kompostování většího množství zejména rychleji se rozkládajících materiálů již přirozené pochody nemohou zajistit dostatečný přísun vzduchu pro správný průběh kompostování. Proto je nutné realizovat častější překopávání pomocí speciální mechanizace – překopávačů, nebo vzduch vhánět do kompostu tlakovou (případně podtlakovou) nucenou aerací.